# Liz Feldman
Liz Feldman (* 21. května 1977) je americká komička, herečka, televizní producentka a scenáristka.

## Životopis a kariéra
Feldmanová je pravděpodobně nejvíce známá díky videoblogu, který byl pravidelně vyvěšován na internetových stránkách Afterellen.com, nazvaným This Just Out, který se vysílal od května 2008 do července 2009; 3 extra epizody vyšly na přelomu října a listopadu 2010. Je součástí týmu scenáristů, který vyhrál cenu Emmy za scénář k show Ellen DeGeneres.
This Just Out byl videoblog moderovaný Liz Feldman, ke kterému psala scénář spolu s Jasonem Allenem a ko-produkovala ho spolu s Raimy Rosenduft. Tato show se natáčela u Feldmanové v kuchyni, ve které usedali hosté jako je Kate Moennig, Clea DuVall a Rachael Cantu. Všichni hosté nějakým způsobem souviseli s lesbickou komunitou. Feldmanová například zpovídala herečky ze seriálu Láska je Láska, a nebo LGBT hudebníky, například skupiny Uh Huh Her a Tegan and Sara. Každá epizoda této show obsahovala část, kdy Feldmanová spolu se svou kamarádkou a producentkou Raimy Rosenduftovou hovořily o hudbě. Jako oslavu LGBT komunity a jejich přátel, končila každá show tím, že Liz Feldmanová zamířila na kameru duhovým mečem a prohlásila frázi:,,I'm Liz Feldman and you're so gay" (Já jsem Liz Feldman a ty jsi tak moc gay). Poslední díl 2. série pořadu This Just Out se vysílal v červenci roku 2009.
Feldmanová pracovala na seriálu Shack Talk, což byl seriál na webových stránkách Funny or Die. Vydala krátkometrážní snímek pojmenovaný My First Time Driving, který režírovala její sestra Rebecca Feldmanová.
Liz Feldmanová si zahrála v The Jay Leno Show, kde ztvárnila jednoho z Lenových komediálních korespondentů.
Je scenáristkou a producentkou filmu Hot in Cleveland, který měl premiéru 16. června 2010.
Liz je také scenáristkou a producentkou televizního seriálu 2 Broke Girls.

## Osobní život
Feldmanová se narodila ve čtvrti Brooklyn v New Yorku. Momentálně žije v Hollywoodu, Kalifornie. V květnu roku 2012 se zasnoubila se zpěvačkou-skladatelkou Rachael Cantu. Jejich svatba se uskutečnila 5. května 2013.